# Shannon Lucas
Shannon Lucas (1984) è un batterista statunitense.

## Biografia
Shannon Lucas è l'ex batterista della band metalcore All That Remains e anche l'ex batterista dei The Black Dahlia Murder. Iniziò a suonare all'età di 14 anni, reinterpretando le canzoni degli Slayer con la chitarra e più tardi con la batteria. È originario di Staunton, VA, dove ha suonato per i WarTorn.
Il 21 marzo 2007 ha lasciato gli All That Remains per entrare nella band The Black Dahlia Murder, pubblicando il suo primo album con loro, Nocturnal e nel 2011 il secondo album Ritual. Nel 2013 lascia la band The Black Dahlia Murder. Nel 2013 entra a far parte della band Battlecross. Nel 2014 lascia la band Battlecross. Attualmente usa batteria Tama, bacchette Vic Firth, pedali Axis e piatti Sabian. Inoltre ha precedentemente lavorato nel reparto batteria di Guitar Center di Flint, Michigan(USA).